# التهاب قصبات يوزيني
التهاب القصبات اليوزيني هو نوع من التهابات المجاري الهوائية يحدث بسبب فرط تفعيل الخلايا البدينة في المجاري الهوائية السطحية بدلًا من العضلات الملساء في المجاري الهوائية كما يظهر في الربو. غالبًا ما يؤدي إلى السعال المزمن. عادةً ما تكون فحوصات وظائف الرئة طبيعية، وغالبًا ما تكون الكورتيكوستيرويدات الاستنشاقية علاجًا فعالًا.

## العلامات والأعراض
أكثر أعراض التهاب القصبات اليوزيني شيوعًا هو السعال الجاف المزمن الذي يستمر لأكثر من 6-8 أسابيع. يُعرّف التهاب القصبات اليوزيني أيضًا بفرط عدد الخلايا الحمضية (اليوزينيات)، وهي إحدى أنواع خلايا الدم البيضاء، في القشع مقارنةً بالأشخاص الأصحاء. نظرًا لأن مرضى الربو عادة ما يظهرون خلايا حمضية في القشع أيضًا، تميز بعض الأدبيات الاثنين من خلال تصنيف الحالة على أنها التهاب قصبات يوزيني غير ربوي مقابل التهاب قصبات يوزيني ربوي. يختلف التهاب القصبات اليوزيني غير الربوي عن الربوي في أنه لا يتضمن انسداد في مجرى الهواء أو فرط استجابة مجرى الهواء. بالإضافة إلى الخلايا الحمضية، يزداد عدد الخلايا البدينة، وهي نوع آخر من خلايا الدم البيضاء، أيضًا بشكل ملحوظ في سائل غسل القصبات لدى مرضى التهاب القصبات اليوزيني مقارنةً بمرضى الربو وغيرهم من الأفراد الأصحاء. مع ذلك، يكون لدى مرضى الربو عدد أكبر من الخلايا البدينة التي تخترق العضلات الملساء للمجرى الهوائي، ما يميزه عن التهاب القصبات اليوزيني غير الربوي. يرتبط العدد المتزايد من الخلايا البدينة في العضلات الملساء بفرط استجابة مجرى الهواء لدى مرضى الربو، وقد يفسر الاختلاف في ارتشاح الخلايا البدينة ضمن العضلات الملساء سبب عدم حدوث فرط استجابة مجرى الهواء لدى مرضى التهاب القصبات اليوزيني. يرتبط التهاب القصبات اليوزيني بحالات أخرى مثل داء الانسداد الرئوي المزمن والسعال التأتبي والتهاب الأنف التحسسي.

## الفيزيولوجيا المرضية
يماثل عدد الخلايا الحمضية في عينات القشع لمرضى التهاب القصبات اليوزيني غير الربوي عددها لدى المرضى الذين يعانون من الربو. في عينات القشع لدى المصابين بالتهاب القصبات اليوزيني غير الربوي، تزداد مستويات الهستامين والبروستاغلاندين دي 2. يشير هذا إلى أن المجاري الهوائية السطحية تبدي نشاطًا كبيرًا للخلايا البدينة وقد يؤدي ذلك إلى ظهور أعراض مختلفة مقارنةً بالربو. يرتبط الالتهاب الناجم عن الخلايا الحمضية بزيادة تفعيل منعكس السعال. مع ذلك، في دراسة أخرى، أظهر بعض المرضى المتابعين، الذين لم تظهر عليهم أعراض، فرط الخلايا الحمضية في قشعهم، ما يشير إلى أن الالتهاب لا يرتبط دائمًا بزيادة تفعيل منعكس السعال.
قد يرتبط سبب الالتهاب بالمحفزات البيئية أو مسببات الحساسية الشائعة مثل الغبار أو الكلورامين أو اللاتكس أو أبخرة اللحام.

## التشخيص
يعد تشخيص التهاب الشعب الهوائية اليوزيني غير شائع لأنه يتطلب فحص قشع المريض للحصول على تشخيص حاسم، الأمر الذي قد يكون صعبًا في حالات المرضى الذين يعانون من السعال الجاف. لتحفيز خروج القشع، يجب على المريض استنشاق تراكيز متزايدة من محلول ملحي مفرط التوتر. إذا لم يكن ذلك ممكنًا، يمكن إجراء غسل القصبات والأسناخ، ويمكن فحص سائل غسل القصبات بحثًا عن الخلايا الحمضية. عادةً ما يؤخذ تشخيص هذا المرض في الاعتبار لاحقًا من خلال استبعاد الحالات الأخرى التي تهدد الحياة أو التشاخيص الأكثر شيوعًا مثل الربو والارتجاع المعدي المريئي، ومن خلال ملاحظة تحسن الأعراض بعد العلاج بالكورتيكوستيرويدات الاستنشاقية. عادةً ما تكون صور الصدر بالأشعة السينية وفحوصات وظائف الرئة طبيعية. قد يظهر التصوير المقطعي المحوسب سماكة منتشرة في جدار مجرى الهواء.

## التدبير
إذا كان لدى المريض مسببات حساسية أو مسببات معروفة لالتهاب القصبات اليوزيني، يوصى بتجنب المحفزات. إذا كان سبب التهاب القصبات اليوزيني غير معروف، تعد الكورتيكوستيرويدات الاستنشاقية الخط الأول العلاجي. يستجيب المرضى بشكل جيد للكورتيكوستيرويدات الاستنشاقية وعادةً ما ينخفض عدد الخلايا الحمضية في القشع بعد العلاج.  
لم تكن هناك دراسة لتحديد الجرعة المثالية من الكورتيكوستيرويدات الاستنشاقية للمرضى الذين يعانون من التهاب القصبات اليوزيني، وليس هناك إجماع حول ما إذا كان ينبغي وقف العلاج بمجرد تراجع أعراض المريض أو الاستمرار بالعلاج على المدى الطويل. يعد استخدام الكورتيكوستيرويدات عن طريق الفم لعلاج التهاب القصبات اليوزيني أمرًا نادرًا، ولكن، يمكن أخذه في الاعتبار عندما تكون الكورتيكوستيرويدات الاستنشاقية غير فعالة في تخفيف الأعراض.

## علم الأوبئة
يُشتبه في أن نحو 10-30% من الأشخاص الذين يعانون من السعال المزمن تُعزى أعراضهم إلى التهاب القصبات